# Guitar Fever
Guitar Fever是香港歌手古巨基於2008年9月推出的個人專輯。

## 簡介
以嶄新的音樂概念，古巨基在2008年的EP，發燒四部曲的首部《Guitar Fever》帶來由世界一流的大師級樂手精湛演繹的樂曲，古巨基精彩地演唱全新的歌曲及配樂各五首，為歌迷們帶來了全新的感受，全碟繼續由林夕填詞，雷頌德監製。
主打歌《下次再見》由國際級的古典結他手楊雪霏伴奏，令這首情歌溫婉動聽。蔡健雅與林夕合作的《花不痛》與林建華的《眼晴不能沒眼淚》也很扣人心弦。碟內還有鄧建明、Barry Chung、雷頌德等結他樂手助陣，彈奏出一流的奏樂。以高水準的錄音和後期製作，把流行音樂與靚聲發燒錄音結合，《Guitar Fever》便是一個最佳實證。

## 曲目
| 曲序 | 曲目           | 作曲   | 编曲   |
| ---- | -------------- | ------ | ------ |
| 1.   | 下次再見       | 楊鎮邦 | 雷頌德 |
| 2.   | 眼睛不能沒眼淚 | 林健華 | 雷頌德 |
| 3.   | 花不痛         | 蔡健雅 | Ted Lo |
| 4.   | 啦啦           | 張佳添 | 張佳添 |
| 5.   | 你恨到         | 余奕駿 | 雷頌德 |

| Instrumental | Instrumental       | Instrumental | Instrumental |
| 曲序         | 曲目               | 作曲         | 编曲         |
| ------------ | ------------------ | ------------ | ------------ |
| 6.           | See You Next Time  | 楊鎮邦       | 雷頌德       |
| 7.           | Eyes With Tears    | 林健華       | 雷頌德       |
| 8.           | Flowers Don't Hurt | 蔡健雅       | Ted Lo       |
| 9.           | La La              | 張佳添       | 張佳添       |
| 10.          | All Yours          | 余奕駿       | 雷頌德       |

## 歌曲成績

### 派台歌
- 01. 下次再見
- 02. 眼睛不能沒眼淚
- 03. 花不痛

### 下次再見
- 2008年第35周勁歌金榜冠軍
- 2008年第36周中文歌曲龍虎榜冠軍
- 2008年第39周903專業推介冠軍
- 2008年第39周新城勁爆本地榜冠軍
- 2008年第3首四台冠軍歌
- 2008 雅虎香港Yahoo！搜尋人氣大獎 - Yahoo! Music十大人氣歌曲2008：《下次再見》
- 2008勁歌金曲優秀選第二回 - 得獎歌曲《下次再見》
- 2008年度叱咤樂壇流行榜頒獎典禮 - 專業推介．叱吒十大(第三位)《下次再見》

### 眼睛不能沒眼淚
- 2008年第47周勁歌金榜冠軍
- 2008年第48周中文歌曲龍虎榜冠軍
- 2008勁歌金曲優秀選第三回 - 得獎歌曲《眼睛不能沒眼淚》
- 2008年度十大勁歌金曲頒獎典禮 - 十大勁歌金曲《眼睛不能沒眼淚》
- 第三十一屆十大中文金曲頒獎典禮 - 十大中文金曲獎 《眼睛不能沒眼淚》
- 2008年度SINA Music樂壇民意指數頒獎禮 - 最高收聽率二十大歌曲《眼睛不能沒眼淚》
- 第六屆勁歌王頒獎典禮 - 金曲獎（粵語）《眼睛不能沒眼淚》

## 其他成績
- IFPI香港唱片銷量大獎2008 - 十大銷量廣東唱片《Guitar Fever》[1]

1. ↑  . www.ifpihk.org.   [2019-12-06]. （原始内容存档于2019-10-28）.